# 1767 у літературі

## Книги
- «Життя і думки Трістрама Шенді, джентльмена» том IX — роман Лоренса Стерна.

### П'єси
- «Євгенія» — драма П'єра Бомарше.
- «Мінна фон Барнгельм, або Солдатське щастя» — комедія Готгольда Лессінга.

## Народились
- 25 жовтня — Бенжамен Констан, французько-швейцарський письменник, публіцист, політичний діяч часів Французької революції, бонапартизму Реставрації.
- 8 грудня — Фабр д'Оліве, французький драматург, вчений та філософ-містік.

## Померли
- 22 грудня — Джон Ньюбері, англійський книговидавець і письменник.